# Bosc-Roger-sur-Buchy
Bosc-Roger-sur-Buchy foi uma comuna francesa na região administrativa da Normandia, no departamento de Sena Marítimo. Estendia-se por uma área de 14,19 km². Em 2010 a comuna tinha 736 habitantes (densidade: 51,9 hab./km²).
Em 1 de janeiro de 2017, passou a formar parte da comuna de Buchy.